# لا اسپرانزا (تگزاس)
لا اسپرانزا (به انگلیسی: La Esperanza) یک منطقهٔ مسکونی در ایالات متحده آمریکا است که در تگزاس واقع شده‌است. لا اسپرانزا ۲۲۹ نفر جمعیت دارد.